# 蒂莫特·阿图巴
蒂莫特·阿圖巴（Timothée Atouba，1982年2月17日—）是一名喀麥隆足球運動員，擔任左後衛，於2009年夏季由德甲球會漢堡免費轉投荷甲球會。現效力西乙拉斯帕尔马斯竞技联盟。